# Gefahrstoff
Gefahrstoffe sind Stoffe und Gemische mit gefährlichen physikalischen Eigenschaften oder schädlichen Wirkungen auf Mensch und Umwelt (siehe Gefahrenklassen). Hierzu zählen auch Stoffe, für die ein Grenzwert festgelegt ist. Stoffe, Gemische und bestimmte Erzeugnisse, die den Kriterien der Verordnung (EG) Nr. 1272/2008 (CLP) entsprechen, werden als Gefahrstoffe eingestuft. Entsprechen sie diesen Kriterien nicht, muss dies eindeutig kenntlich gemacht werden.
Alle Angaben in diesem Artikel beziehen sich auf das europäische Gefahrstoffrecht. Am 31. Dezember 2008 wurde im Amtsblatt der Europäischen Union die Verordnung (EG) Nr. 1272/2008 (CLP) verkündet. Diese Verordnung führte das weltweit gültige GHS (Global harmonisiertes System zur Einstufung und Kennzeichnung von Chemikalien) auf europäischer Ebene ein. Auf der Basis ihrer gefährlichen Eigenschaften werden Gefahrstoffe entsprechend eingestuft und gekennzeichnet. Am 31. März 2023 wurde die delegierte Verordnung (EU) 2023/707 der Kommission vom 19. Dezember 2022 zur Änderung der Verordnung (EG) Nr. 1272/2008 in Bezug auf die Gefahrenklassen und die Kriterien für die Einstufung, Kennzeichnung und Verpackung von Stoffen und Gemischen veröffentlicht. Dadurch werden wichtige bisher nicht abgedeckte gefährliche Eigenschaften eingeführt.

## Begriff
Als Rechtsbegriff ist der Begriff Gefahrstoff vorwiegend in Deutschland gebräuchlich und entspricht weitgehend den gefährlichen Stoffen und Gemischen und bestimmten Erzeugnissen im Sinne von Art. 3 CLP-VO der EU, auf deren Einstufungs- und Unterscheidungsmerkmale die deutsche Gefahrstoffverordnung (GefStoffV) zunächst verweist; also geordnet nach solchen mit physikalischen, Gesundheits- und Umweltgefahren und weiteren Gefahren, die Ozonschicht zu schädigen. Außerdem umfasst ihre Definition Stoffe,
- Gemische und Erzeugnisse, die explosionsfähig sind;
- Gemische und Erzeugnisse, aus denen bei der Herstellung oder Verwendung gefährliche Stoffe entstehen oder freigesetzt werden;
- und Gemische, die die vorgenannten Kriterien nicht erfüllen, aber auf Grund ihrer physikalisch-chemischen, chemischen oder toxischen Eigenschaften und der Art und Weise, wie sie am Arbeitsplatz vorhanden sind oder verwendet werden, die Gesundheit und die Sicherheit der Beschäftigten gefährden können;
- sowie Gemische und Erzeugnisse, denen ein Arbeitsplatzgrenzwert zugewiesen worden ist.

## Abgrenzung zu Gefahrgut
Laut § 1 des Gefahrgutbeförderungsgesetzes besitzt die Beförderung von Gefahrstoff innerhalb einer oder mehrerer verbundener Betriebsgeländen, Herstellung, Bearbeitung, Verarbeitung, Aufarbeitung, Lagerung, Verwendung oder Entsorgung, soweit sie in abgeschlossenem Gelände stattfindet, keine Anwendung. Man spricht dann auch nicht mehr von Gefahrgut, sondern von Gefahrstoff. Die Beförderung umfasst nicht nur die Ortsveränderung, sondern auch die Übernahme, Ablieferung sowie zeitweilige Aufenthalte, die im Verlauf dessen stattfinden. Die Vorbereitungs- und Abschlusshandlungen zur Beförderung der gefährlichen Güter – wie das Verpacken, Auspacken, Be- und Entladen von Güter, Herstellen, Einführen und Inverkehrbringen von Verpackungen Beförderungsmitteln und Fahrzeugen – müssen nicht zwangsläufig vom Beförderer ausgehen. Über einen zeitweiligen Aufenthalt spricht man bei einem Wechsel der Beförderungsart (Kombiverkehr), Wechsel des Beförderungsmittels (Umschlag) oder sonstigen Gründen.

## Aufnahmewege
Es gibt verschiedene Möglichkeiten, wie Gefahrstoffe in den Körper gelangen können.
1. Oral, Flüssigkeiten und Stäube gelangen durch den Mund in den Körper (via Verdauungstrakt);
2. Parenteral: Sämtliche Arten, bei denen der Verdauungstrakt nicht der primäre Aufnahmepunkt ist. Die wichtigsten Formen dabei sind:
  1. Inhalativ – durch Einatmen von Gasen, Dämpfe, Stäube, Aerosole – werden sie über die Lunge den Körper aufgenommen;
  2. Intranasal: Aufnahme erfolgt über die Nasenschleimhaut;
  3. Dermal, die Haut nimmt durch Resorption Flüssigkeiten, Dämpfe und Stäube auf;
  4. Subkutan, Intramuskulär und weitere invasive Formen mit Eindringen eines Fremdkörpers unter die Haut (z. B. mit Nadel versehentlich in die Hand gestochen).

## Gefahrstoffart
1. Giftige Stoffe können nach Einatmen, Verschlucken oder nach Berührung mit der Haut erhebliche Gesundheitsschäden oder den Tod verursachen. (Beispiele für giftige Stoffe sind Chlor, Anilin, gewisse Schädlingsbekämpfungsmittel.)
2. Schwach giftig sind Stoffe, die geringere, aber doch zu beachtende Gesundheitsschäden hervorrufen. (Beispiele für schwach giftige Stoffe sind Methylenchlorid, Bariumcarbonat.)
3. Ansteckungsgefährliche Stoffe enthalten lebensfähige Mikroorganismen, von denen bekannt ist, dass sie Krankheiten bei Menschen und Tieren verursachen können. (Beispiele für ansteckungsgefährliche Stoffe sind Kulturen von infektiösen Mikroorganismen, bestimmte infizierte Proben.)
4. Radioaktive Stoffe zerfallen spontan und setzen Strahlung frei.
5. Ätzende Stoffe zerstören lebendes Gewebe (z. B. Haut) und greifen auch feste Stoffe (z. B. Metalle) an. (Beispiele für ätzende Stoffe sind Schwefelsäure, Salzsäure und Natronlauge).[6]

Als gefährlicher Stoff oder als gefährliches Gemisch eingestufte Chemikalien werden beim Inverkehrbringen mit einer Kennzeichnung versehen. Entsprechenden Regelungen enthält die Verordnung (EG) Nr. 1272/2008 (CLP). Anhand der in der nachstehenden Übersicht dargestellten Gefahrenpiktogramme können Gefahrstoffe identifiziert werden.

## Physikalische und toxikologische Gefahren

### Einstufung und Kennzeichnung in die jeweiligen GHS-Piktogramme
Explosive Stoffe und Gemische sind Stoffe, die durch eine chemische Reaktion Gase aus Temperatur, Druck oder Geschwindigkeit ausbreiten und Zerstörungen herbeiführen. Ebenfalls zählt man die Pyrotechnischen Stoffe auch dazu obwohl sie kein Gas entwickeln.
Pyrotechnische Stoffe und Gemische: Pyrotechnische Stoffe oder Gemische treten mit der Reaktion in Form von Gas, Wärme, Licht, Schall, Rauch, Nebel oder einer Verknüpfung, die als Serie von nicht detonativer, exothermer chemischen Reaktion erreicht werden soll.
Instabile explosive Stoffe und Gemische: Instabile explosive Stoffe oder Gemische sind für die entsprechende Benutzung, Beförderung und Verwendung sehr empfindlich und auch thermisch nicht stabil genug. Erzeugnisse mit Explosivstoff können ein oder mehrere explosive Stoffe oder Gemische aufweisen.
Pyrotechnische Erzeugnisse: Pyrotechnische Erzeugnisse beinhalten ein oder mehrere pyrotechnische Stoffe bzw. Gemische. Stoffe, Gemische oder Erzeugnisse die lediglich zur Absicht einer explosiven Wirkung oder auch pyrotechnischen Wirkung erstellt werden.

### Übersicht
| GHS-Kennzeichnung / CLP-Verordnung | GHS-Kennzeichnung / CLP-Verordnung | GHS-Kennzeichnung / CLP-Verordnung | GHS-Kennzeichnung / CLP-Verordnung | GHS-Kennzeichnung / CLP-Verordnung |
| Piktogramm                         | Beschreibung                       | Kodierung                          | Signalwort                         | Beispiele für gefährliche Eigenschaften                                                                                                 |
| ---------------------------------- | ---------------------------------- | ---------------------------------- | ---------------------------------- | --- |
|                                    | Explodierende Bombe                | GHS01                              | Gefahr                             | instabile explosive Stoffe, Gemische und Erzeugnisse mit Explosivstoff(en), selbstzersetzliche Stoffe und Gemische, organische Peroxide |
|                                    | Flamme                             | GHS02                              | Gefahr / Achtung                   | entzündbar, selbsterhitzungsfähig, selbstzersetzlich, pyrophor, wasserreaktiv, organische Peroxide                                      |
|                                    | Flamme über einem Kreis            | GHS03                              | Gefahr                             | entzündend (oxidierend) wirkend |
|                                    | Gasflasche                         | GHS04                              | Achtung                            | Gase unter Druck, verdichtete, verflüssigte, tiefgekühlt verflüssigt, gelöste Gase                                                      |
|                                    | Ätzwirkung                         | GHS05                              | Gefahr / Achtung                   | Auf Metalle korrosiv wirkend, hautätzend, schwere Augenschädigung                                                                       |
|                                    | Totenkopf mit gekreuzten Knochen   | GHS06                              | Gefahr                             | akute Toxizität |
|                                    | dickes Ausrufe- zeichensymbol      | GHS07                              | Achtung                            | hautreizend, augenreizend |
|                                    | Gesundheitsgefahr                  | GHS08                              | Gefahr / Achtung                   | diverse Gesundheitsgefahren |
|                                    | Umwelt                             | GHS09                              | Achtung                            | gewässergefährdend |

Wenn Gefahrstoffe auf öffentlichen Verkehrswegen transportiert werden, spricht man von Gefahrgut – die beiden Begriffe Gefahrstoff und Gefahrgut sind nicht identisch: Die Gefahrstoffkennzeichnung soll über Gefahren bei Tätigkeiten mit den eingestuften Gefahrstoffen informieren, die Gefahrgutkennzeichnung ist auf die Transportgefahren abgestellt (z. B. mit Informationen für die Feuerwehr). So unterliegen auch nicht alle Stoffe jeweils beiden Bestimmungen. Die Kriterien für die Einstufung von Gefahrstoffen bzw. die Klassifizierung von Gefahrgütern basieren teilweise auf dem weltweit gültigen GHS. Details sind in separaten Verordnungen geregelt.
Darüber hinaus umfasst der Begriff Gefahrgut neben Chemikalien auch Biostoffe und Produkte (z. B. Batterien, Geräte, Bauteile).

### CMR-Stoffe
Die Kennzeichnung karzinogener (krebserzeugend), mutagener (erbgutverändernd) oder teratogener (reproduktionstoxisch) Stoffe, die als CMR-Stoffe (von Carcinogenic, Mutagenic and toxic to Reproduction) bezeichnet werden, hängt von der Einstufung der jeweiligen Substanzen ab.
Es gibt hierbei 2 Kategorien, wobei das Wissen über die Gefährlichkeit von 1 nach 2 abnimmt:
- Kategorie 1A: aus Erfahrung beim Menschen nachgewiesen
- Kategorie 1B: bei Tieren nachgewiesen, wird beim Menschen vermutet
- Kategorie 2: es wird angenommen, dass es beim Menschen so ist

Eine Einstufung in die Kategorien 1A, 1B oder 2 sagt nicht unbedingt etwas über die Potenz der CMR-Wirkung aus, da das EU-Einstufungssystem hierzu keinerlei Aussagen bereithält. So könnte es durchaus sein, dass ein CMR-Verdachtsstoff (Kategorie 2) eine hochpotente Wirkung besitzt, mangels ausreichend valider Daten aber eine Einstufung in Kategorie 1A oder 1B nicht möglich ist. In der Regel handelt es sich bei CMR-Verdachtsstoffen um Substanzen, deren Wirkung sich in Studien bisher nicht mit der statistisch erforderlichen Genauigkeit belegen lässt.
Die KMR-Liste enthält CMR-Stoffe, die gemäß Tabelle 3 des Anhangs VI der Verordnung (EG) Nr. 1272/2008 (CLP-Verordnung) bis einschließlich des Anhangs VI Verordnung (EU) Nr. 2017/776 als karzinogen, keimzellmutagen oder reproduktionstoxisch eingestuft sind oder in der TRGS 905 oder 906 verzeichnet sind. Die KMR-Liste wird vom Institut für Arbeitsschutz der Deutschen Gesetzlichen Unfallversicherung (IFA) erstellt und für Arbeitsschutzzwecke und zur Informationsgewinnung zur Verfügung gestellt. Es wird keine Haftung übernommen.

## Gesetzliche Regelungen
Das Gefahrstoffrecht regelt Tätigkeiten mit Gefahrstoffen. Eine Tätigkeit ist jede Arbeit mit Stoffen, Gemischen oder Erzeugnissen, einschließlich Herstellung, Mischung, Ge- und Verbrauch, Lagerung, Aufbewahrung, Be- und Verarbeitung, Ab- und Umfüllung, Entfernung, Entsorgung und Vernichtung. Zu den Tätigkeiten zählen auch das innerbetriebliche Befördern sowie Bedien- und Überwachungsarbeiten.
In Deutschland ist die Gefahrstoffverordnung die gesetzliche Grundlage. Sie regelt umfassend die Schutzmaßnahmen für Beschäftigte bei Tätigkeiten mit Gefahrstoffen. Als Hilfestellung für die Umsetzung der Gefahrstoffverordnung in Klein- und Mittelbetrieben wurden modellhafte Schutzleitfäden für die Gestaltung von Tätigkeiten mit Gefahrstoffen entwickelt.
Innerhalb der EU-Mitgliedstaaten gibt es europäische Gefahrstoffrichtlinien, die von den Mitgliedern in nationales Recht umgesetzt werden.
In Österreich ist das österreichische Chemikaliengesetz (ChemG) maßgeblich. Daneben gibt es weitere Gesetze und Verordnungen etwa im Umfeld von Immissionsschutzrecht, Naturschutzrecht und Abfallrecht.

## Tätigkeiten mit Gefahrstoffen
Der Gesetzgeber fasst alle Arbeiten mit Gefahrstoffen unter dem Begriff Tätigkeiten mit Gefahrstoffen zusammen. Informationen für den sicheren Umgang mit Gefahrstoffen und anderen chemischen Stoffen am Arbeitsplatz gibt die GESTIS-Stoffdatenbank. Als Hilfestellung für die Umsetzung der Gefahrstoffverordnung in Klein- und Mittelunternehmen wurden modellhafte Schutzleitfäden für die Gestaltung von Tätigkeiten mit Gefahrstoffen entwickelt. Für diese Unternehmen bietet auch der GESTIS-Stoffenmanager Unterstützung bei der Prioritätensetzung zur Verminderung der Gefährdungen.

### Allgemein gilt
- Vermeiden (Substitutionsgebot)
- Gefährdungen durch organisatorische oder technische Maßnahmen minimieren.
- ggf. durch persönliche Schutzausrüstung schützen

Möglichst auf ungefährliche Stoffe umsteigen (Substitutionsprinzip). Gefahrstoffe so wenig wie möglich verwenden, gegebenenfalls Arbeitsbereiche abtrennen und/oder spezielle Filter in den Absauganlagen verwenden. Wenn das nicht reicht, muss den Mitarbeitern persönliche Schutzausrüstung kostenfrei zur Verfügung gestellt werden (vgl. STOP-Prinzip).

### Für den Arbeitgeber gilt
- Der Arbeitgeber hat anhand der Gefährdungsbeurteilung zu ermitteln, ob Gefahrstoffe am Arbeitsplatz vorhanden sind und ob eine Gefährdung besteht.
- Bei eingestuften Gefahrstoffen besteht Kennzeichnungspflicht.
- Das entsprechende Sicherheitsdatenblatt muss vorhanden sein.
- Warnzeichen müssen angebracht werden.
- Beschäftigte, die Tätigkeiten mit Gefahrstoffen ausüben, müssen anhand von Betriebsanweisungen unterwiesen werden.
- Je nach Tätigkeit und Exposition ist regelmäßige Vorsorge gemäß Verordnung über arbeitsmedizinische Vorsorge erforderlich.
- Der Arbeitgeber kann die kostenlose Zentrale Expositionsdatenbank (ZED) nutzen, um Daten zur Exposition von Beschäftigten gegenüber krebserzeugenden Stoffen dauerhaft zu speichern und zu verwalten.
- Für den Umgang oder den Handel mit einigen Gefahrstoffen ist der Nachweis der Sachkunde (Sachkundeprüfung Gefahrstoffe, früher „Giftprüfung“) erforderlich. Näheres ist in der „Verordnung über Verbote und Beschränkungen des Inverkehrbringens und über die Abgabe bestimmter Stoffe, Gemische und Erzeugnisse nach dem Chemikaliengesetz“ (Chemikalien-Verbotsverordnung – ChemVerbotsV) geregelt.